# Nakatsu, Ōita
Nakatsu (中津市 (Trung Tân thị) Nakatsu-shi) là một thành phố thuộc tỉnh Ōita, Nhật Bản. Thành phố được thành lập ngày 20 tháng 4 năm 1929.
Đến năm 2008, dân số thành phố là 84.179 người trên diện tích 491,09 km², mật độ 171 người/ km².